# Simon Schama's Power of Art
Power of Art é uma série de documentários britânico produzido pela rede BBC, sendo escrita e apresentada pelo acadêmico e escritor Simon Schama.

## Produção
O enredo de cada um dos oito episódios da série, analisa a biografia de um artista e sua obra-chave por meio de considerações de Simon Schama e algumas encenações. 
O papel primeiro documentário exibido foi sobre o pintor Caravaggio, papel interpretado por Paul Popplewell. No episódio "Van Gogh – Wheatfield with Crows", o papel do pintor neerlandês foi interpretado por Andy Serkis.
A série "Simon Schama's Power of Art" foi originalmente transmitida entre outubro e novembro de 2006, pela BBC Two. O documentário foi ao ar na Polônia em TVP2 em fevereiro e março de 2008, e nos Estados Unidos pela rede pública PBS. Em setembro de 2008 foi exibido pela TVOntario do Canadá, e ABC1 na Austrália. Foi também exibido na região da Ásia-Pacífico pela Australia Network, e pela TV ONE na Nova Zelândia. Na Grécia "Power of Art" foi exibido pelo canal ET1. A série de documentários foi também traduzido para o persa e exibido pela BBC Persian do Irã. Na Itália foi originalmente transmitido pela Sky Itália no canal Sky Arte. Power of Art foi publicado em livro pela BBC Books em 2006, e lançado em DVD em junho de 2007.

## Episódios
1. Caravaggio – David with the Head of Goliath (c. 1610)
2. Bernini – Ecstasy of Saint Teresa (1657)
3. Rembrandt – The Conspiracy of Claudius Civilis (1662)
4. David – The Death of Marat (1793)
5. Turner – The Slave Ship (1840)
6. Van Gogh – Wheatfield with Crows (1890)
7. Picasso – Guernica (1937)
8. Rothko – Black on Maroon (1958)

## Prêmios
| Ano  | Prêmio                    | Categoria                 | Resultado |
| ---- | ------------------------- | ------------------------- | --------- |
| 2007 | BAFTA Awards              | Melhor Fotografia         | Venceu    |
| 2007 | BAFTA Awards              | Huw Wheldon Award         | Indicado  |
| 2007 | International Emmy Awards | Melhor Programa Artístico | Venceu    |